# Floratemplet

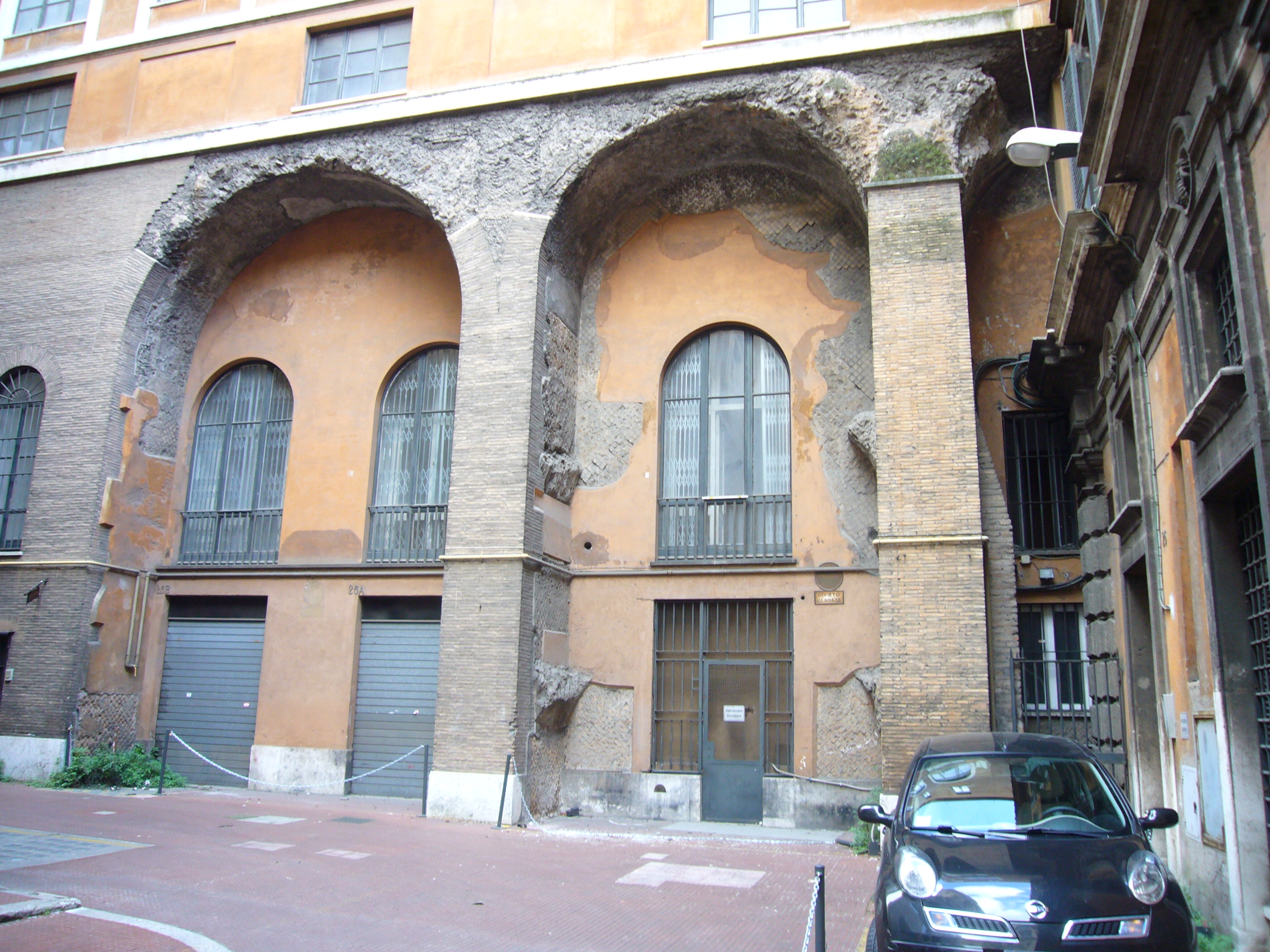
Rester av Floras cirkus vid Palazzo Barberini.

Floratemplet var en helgedom tillägnad gudinnan Flora på Floras cirkus (Circus Florae) på Quirinalens nordvästra sluttning i det antika Rom.
Templet grundades enligt traditionen år 238 f.Kr. på rekommendation av de sibyllinska böckerna, sedan dessa två år dessförinnan även hade tillrått införandet av festivalen Floralia till gudinnans ära. Festivalen hölls varje vår från april till maj i området kring Floratemplet. Kulten kring Flora var mycket populär bland allmänheten, och kristendomen hade svårt att utrota den. Templet torde ha stängts och festivalen förbjudits vid kristendomens införande under 300-talet, när de kristna förtalade kulten genom att påstå att denna hade grundats till ära för en prostituerad.